# Gutman Landau
Gutman Șmuel Landau (uneori apare și sub numele Lando; n. 1877/1878 – d. 21 mai 1942) a fost conducătorul comunității evreiești basarabene, preponderent în perioada interbelică, pentru scurt timp în timpul Republicii Democratice Moldovenești și, ulterior, în Regatul României.
Activitatea sa a fost legată de orașul Chișinău, unde a fost funcționar public, apoi s-a ocupat cu comerțul cu cereale. Landau, a fost un membru al Sfatului Țării în 1918, iar după izbucnirea celui de-al Doilea Război Mondial, în iulie 1941 a fost numit sub regimul lui Ion Antonescu – șef al Consiliului Evreiesc al Chișinăului, fiind, de fapt, responsabil pentru ghetoul Chișinău. Neputând preveni deportarea evreilor din ghetou în Transnistria, s-a sinucis la 21 mai 1942; soția sa, încercând de asemenea, să se sinucidă, a fost salvată..

## Biografie
Gutman a fost activ politic în Basarabia - în acei ani, ca gubernie a Imperiului Rus, până la 1917. El a devenit o figură mai proeminentă în 1918, când Basarabia a devenit cvasi-independentă ca Republica Democratică Moldovenească, a cărei capitală devenise Chișinăul. În acel moment el avea aproape 40 de ani și sa alăturat formațiunilor politice de stat din tânăra republică, în același timp ocupând un loc în legislatura locală, Sfatul Țării. Cu toate acestea, el a fost absent în timpul dezbaterilor din 9 aprilie 1918, când s-a votat Unirea Basarabiei cu România.
Ulterior, Landau s–a integrat în viața politică evreiască și non-evreiască în România Mare. În 1929, în calitate de comerciant de cereale la Chișinău, a lucrat și la consiliul organizației comunitare „Cultura și Munca”, condus în acei ani de Yehuda Leib Tsirelson, Ilia Ehrenburg și Vasili Grossman în „Cartea Neagră” au remarcat că a fost un „activist social popular”.
În iunie 1940, la aproape un an de la începutul celui de-al doilea război mondial, trupele sovietice au invadat teritoriul Basarabiei. Acesta a fost un șoc pentru România, unde vechiul regim a fost înlocuit de Ion Antonescu. În următoarele câteva luni, nou regim, moștenind și aplicând în mod activ legi antisemite adoptat la sfârșitul anilor 1930, a creat o teorie a conspirației, acuzând evreii atât de ocupația sovietică, cât și de presupusele acte teroriste. Aceste afirmații au fost imediat respinse de liderii comunității, cum ar fi Horia Karp și Wilhelm Filderman. Conform mărturiei ulterioare a lui Landau, colegii săi și unii dintre rudele sale au fost deportați de autoritățile sovietice și deținuți în GULAG.
La 22 iunie 1941, România s-a alăturat celui de-al Treilea Reich în războiul împotriva Uniunii Sovietice și, în curând, a recuperat Basarabia. Evreii din Chișinău au fost forțați să se mute în ghetoul evidențiat de autoritățile naziste la sfârșitul lunii iulie. La 1 august, a fost creat un comitet în ghetou: Landau însuși (în calitate de președinte), Abraham Shapiro și E. Bitman (ca asistenți), și alți nouă reprezentanți ai inteligenței locale. Landau a insistat insistent ca ghetoului să i se permită să deschidă o brutărie și un spital (din care ultimul a fost angajat de medici de armată); el a discutat, de asemenea, condițiile muncii forțate a prizonierilor evrei.
Situația din ghetoul din Chișinău sa deteriorat în curând: lipsa alimentelor a dus la faptul că zilnic mureau între 15 și 30 de persoane. Spitalul a fost de asemenea dezmembrat ulterior. În august, au avut loc incidente în care soldații au ucis accidental mai mulți muncitori evrei; în unul din aceste cazuri, căpitanul Radu Ionescu a dat ordin muncitorilor să deschidă focul asupra unui grup aleator de muncitori evrei.
La 8 octombrie, autoritățile au început să pună în aplicare un plan de deportare în masă a evreilor chișinăiueni în Transnistria, unde alți evrei erau deja uciși sau lăsați să moară. Împreună cu alți lideri ai ghetoului, Landau a făcut un apel la comandantul jandarmeriei Constantin Z. Vasiliu, argumentând că comunitatea sa era loială României și că suferea foarte mult de puterea sovietică, remarcând că masa persoanelor desemnate pentru deportare era extrem de slabă. Scrisoarea sa încheiat cu o cerere de amânare, cel puțin până la sosirea primăverii, când evreii s-ar putea „adapta mai ușor la noua casă”. Istoricul Pavel Shapiro a susținut că Landau și alți lideri au știut probabil „moartea deportaților” a fost rezultatul dorit al întregului plan de deportare.
Apelul a fost categoric respins de către Vasiliu. La 7 octombrie, când ghetoul se afla într-o panică, Landau sa adresat din nou lui Antonescu prin telegramă cu o „cerere umilă” de a ierta evreii din Chișinău. În ciuda acestui fapt, deportarea a continuat în același ritm. Potrivit soției lui Landau, Sarah, optsprezece dintre rudele sale au fost deportate.
La 22 octombrie, Antonescu a emis un ordin de interzicere a deportare a evreilor botezați și a foștilor deputați ai Sfatului, în cele din urmă, Landau a rămas. Cu toate acestea, la 30 martie 1942, autoritățile române au anulat acest ordin: Antonescu a inițiat o „curățare a zonei”. Aceasta însemna deportarea a 425 de evrei care mai rămâneau în Basarabia: 257 dintre ei erau în ghetou. În ciuda mitei de 23.800 de lei, Landau nu a putut mitui gărzile.
La 20 mai, când a fost emis un ordin de „evacuare” a acestora, familia Landau a decis să se sinucidă prin supradozare cu morfină. Echipa de căutare a descoperit că perechea încă respira, fiind trimiși la spital. Sarah a fost salvată și internată pentru a evita deportarea; Gutman a decedat pe 21 mai în terapie intensivă. Moartea sa este unul dintre numeroasele cazuri de „sinucidere forțată” în ghetou. Ordinul de deportare a încetat să se aplice la începutul anului 1943, iar la mijlocul acelui an a fost în general anulat. După reocuparea sovietică în 1944, Sarah Landau a dat anchetatorilor sovietici mărturii detaliate despre situația din ghetou și moartea propriei familii.